# Glorioso rimpatrio
Il Glorioso rimpatrio (in francese Glorieuse rentrée) fu l'episodio, avvenuto nel 1689, del ritorno dei valdesi nelle Valli delle Alpi cozie piemontesi, che essi abitavano da secoli e da cui erano stati esiliati tre anni prima.

## Antefatto
Verso la metà del XVII secolo, le comunità valdesi erano concentrate perlopiù nelle valli San Martino (l'attuale Val Germanasca) e Luserna (l'attuale Val Pellice), per una popolazione di circa 13.500 persone. Nella Settimana Santa del 1655, il duca Carlo Emanuele II scatenò contro esse una violenta persecuzione allo scopo di sterminarle, attraverso l'episodio chiamato storicamente "Pasque piemontesi", condotta con l'approvazione del papa Alessandro VII. Le truppe ducali perpetrarono numerose atrocità, ma alcuni valdesi, tra cui Jean Léger (1615-1670), riuscirono a fuggire e a portar notizia alle grandi potenze protestanti europee. Queste esercitarono pressioni diplomatiche sui Savoia, che cessarono le stragi, pur non eliminando vessazioni e violenze (vedi anche Giosuè Janavel). Seguendo la politica di Francia inoltre, Vittorio Amedeo II di Savoia impose la cessazione di ogni manifestazione pubblica valdese; nel 1685, anno della revoca dell'editto di Nantes disposta da un altro editto, quello di Fontainebleau, proclamato da Luigi XIV di Francia, le violenze in Piemonte ripresero vigore. Fu eliminata, di fatto, l'intera comunità valdese. Una parte di essa (circa 3000) tuttavia, riuscì a riparare a Ginevra, sotto la protezione dei protestanti svizzeri.

## Il ritorno
Tre anni dopo, nell'agosto del 1689, Guglielmo III d'Orange salì al trono d'Inghilterra con la Gloriosa Rivoluzione, ricostituendo il fronte anti-francese della Lega di Augusta. Approfittando dell'appoggio del re inglese i valdesi organizzarono una spedizione di rientro nelle loro Valli, composta da circa un migliaio di uomini, un terzo dei quali ugonotti francesi e il resto valdesi.

Il rientro valdese in Piemonte fu capeggiato da Henri Arnaud (1643-1721), attraversando i valichi della Savoia e del Piemonte con una marcia di 14 giorni e scontrandosi vittoriosamente con le truppe francesi a Salbertrand, per oltrepassare lo sbarramento nella Valle di Susa, appena dopo aver evitato l'annientamento da parte delle truppe sabaude sui monti di Giaglione, sopra la vicina città di Susa, ove si trovava un valico laterale al Colle del Moncenisio (spartiacque tra Savoia e Piemonte). Ripreso possesso delle valli, i valdesi si impegnarono, nel prato di Sibaud di Bobbio Pellice, a mantenere fra loro unione e solidarietà. Respinto nella primavera dell'anno successivo un assedio presso la località di Balziglia, nel vallone di Massello, ormai ridotti a circa 300, furono infine reintegrati nei loro possedimenti grazie a un cambio di alleanza del Duca di Savoia, che passava dalla parte inglese. Negli anni successivi tuttavia furono costretti a rimanere confinati nell'area, soprannominata poi "Ghetto alpino", prevista fin dai tempi dell'Accordo di Cavour (stipulato con Emanuele Filiberto "Testa di Ferro" nel 1561). La piena libertà giunse soltanto nel 1848, grazie alle "Lettere Patenti" del 17 febbraio, che precedettero di poco lo Statuto del re Carlo Alberto.